# Baie aux Huîtres
Baie aux Huîtres est un village côtier situé au nord de Rodrigues, dans l'archipel des Mascareignes. Son nom a probablement comme origine le fait que cette baie était parsemée de rochers où abondaient des huîtres, ce qui n'est plus le cas aujourd'hui.
Le village compte environ 2500 habitants répartis dans plusieurs quartiers dont Acacias, Pointe la Gueule, Allée Tamarin, La Bonté, Terre Madoff et Grand Bois Noir. 
Débarcadère pour les pêcheurs des environs, Baie aux Huîtres a aussi une vocation agricole, comme en témoigne la présence du centre d’expérimentation agricole et d'une pépinière. L’industrie touristique se développe petit à petit, avec des boutiques de produits artisanaux et quelques gîtes et tables d’hôtes. 
Baie aux Huîtres possède des terrains de football et de basket-ball, une école primaire ainsi qu’une chapelle, la chapelle Saint-Pierre.